# 심우창
심우창(1947년 10월 15일 ~ )은 대한민국의 연극배우 겸 탤런트다.

## 출연작

### 드라마
- 1981년 MBC 제1공화국 - 경무대 비서관 박찬일 역
- 1982년 MBC 백산 안희제
- 1984년 MBC 동토의 왕국 - 인철 역
- 1985년 KBS1 새벽 - 리승엽 역
- 1985년 KBS1 오성장군 김홍일 - 육사후보생 역
- 1985년 MBC 임진왜란 - 아카마쓰 히로미치 역
- 1986년 MBC 첫사랑
- 1986년 MBC 북으로 간 여배우 - 황철 역
- 1986년 MBC 사이공 억류기 - 북한공작원 역
- 1986년 MBC 남한산성 - 최몽량 역
- 1986년 MBC 풀잎마다 이슬
- 1988년 MBC 인현왕후
- 1988년 MBC 마지막 우상
- 1988년 MBC 한중록 - 조태억 역
- 1988년 MBC 우리 읍내
- 1989년 MBC 백범일지 - 장준하 역
- 1989년 MBC 제2공화국 - 경무대 비서관 박찬일, 장준하 역(1인 2역)
- 1989년 MBC 독도 수비대
- 1990년 KBS1 사랑이 꽃피는 나무
- 1990년 MBC 그 여자
- 1990년 MBC 대원군 - 오장경 역
- 1990년 KBS2 지구인
- 1990년 MBC 반민특위 - 형사 역
- 1991년 MBC 땅
- 1991년 MBC 동의보감
- 1992년 KBS1 삼국기 - 흥수 역
- 1992년 MBC 춘원 이광수
- 1993년 MBC 제3공화국 - 이재복 목사, 박준규 역(1인 2역)
- 1993년 MBC 님의 침묵
- 1993년 MBC 파일럿
- 1994년 MBC 야망
- 1994년 EBS 언제나 푸른마음 - 김진이의 부 역
- 1994년 KBS2 인간의 땅
- 1994년 KBS1 역사의 라이벌
- 1995년 MBC 거미
- 1995년 MBC 제4공화국 - 이윤형 역
- 1995년 SBS 코리아게이트 - 최형우 역
- 1995년 KBS1 찬란한 여명 - 민긍식 역
- 1996년 EBS 감성세대 - 김진이의 주치의 안과의사 역
- 1996년 KBS2 신고합니다 - 구종수 일병 부 역
- 1996년 MBC 덕혜 - 국회의원 역
- 1996년 MBC 나
- 1996년 KBS2 첫사랑 - 의사 역
- 1996년 SBS 임꺽정 - 무관 역
- 1997년 MBC 내가 사는 이유
- 1997년 KBS2 열애
- 1997년 MBC 그대 그리고 나
- 1998년 SBS 삼김시대 - 엄창록 역
- 1998년 MBC 마음이 고와야지
- 1998년 KBS1 왕과 비 - 김문기 역
- 2000년 KBS1 태조 왕건 - 염상 역
- 2003년 KBS1 무인시대 - 양숙 역
- 2006년 KBS1 서울 1945 - 김책 역
- 2006년 SBS 연개소문 - 손대음 역
- 2007년 MBC 케 세라 세라 - 황 변호사 역
- 2008년 KBS2 대왕 세종 - 한림악사 여진 역
- 2010년 KBS1 근초고왕 - 고구려 내관 역
- 2011년 KBS1 광개토태왕 - 사미열 역
- 2013년 OCN 특수사건 전담반 TEN 2 - 심우창 역
- 2014년 KBS1 정도전 - 우현보 역

### 영화
- 1975년 조총련
- 1987년 모래성
- 1992년 김의 전쟁 - 오하시 역
- 2002년 긴급조치 19호 - 국방부 장관 역
- 2005년 그때 그 사람들 - 노재현 역
- 2006년 싸움의 기술 - 판사 역
- 2006년 애정결핍이 두 남자에게 미치는 영향 - 김 회장 역
- 2007년 마을금고 연쇄습격사건 - 김 이사장 역
- 2009년 킬미 - 안상복 역